# Henri Burda
Henri Burda (ur. 4 stycznia 1926 w Chwalibogowie, zm. 29 października 1965) – francuski piłkarz polskiego pochodzenia. Grał we Francji FC Metz i Limoges FC, a następnie trenował  Chamois Niortais i LB Châteauroux.

## Statystyki
| Team             | Nat     | From | Until | Record | Record | Record | Record | Record |
| Team             | Nat     | From | Until | G      | W      | L      | D      | Win %  |
| ---------------- | ------- | ---- | ----- | ------ | ------ | ------ | ------ | ------ |
| Chamois Niortais | Francja | 1960 | 1963  | 72     | 35     | 15     | 22     | 48.61  |
| LB Châteauroux   | Francja | 1963 | 1965  | 46     | 25     | 12     | 9      | 54.35  |